# 김영철 (정치인)
김영철(생년 미상 ~ )은 조선민주주의인민공화국의 정치인이다. 조선로동당 중앙위원회 후보위원 겸 황해남도 인민위원회 위원장이다.

## 경력
2016년 5월, 조선로동당 제7차 대회에서 조선로동당 중앙위원회 후보위원으로 선출되었다. 최정룡 후임으로 황해남도 인민위원회 위원장으로 임명되었다.

## 최고인민회의 대의원
2019년 3월 최고인민회의 제14기 대의원으로 선출되었다.